# Klaus Weber (Fußballspieler)
Klaus Weber (* 7. April 1955) ist ein ehemaliger deutscher Fußballspieler.
Vom FC Hanau 93 wechselte Weber in der Jugend zu Kickers Offenbach. Im Endspiel um die Deutsche A-Junioren-Meisterschaft 1972/73 am 8. Juli 1973 spielte er bei der 1:3-Niederlage gegen den A-Juniorenmeister VfB Stuttgart für Offenbach. Am 27. April 1974 debütierte Weber am 31. Spieltag der Saison 1973/74 für die Kickers gegen Fortuna Düsseldorf in der Bundesliga. In seinem vierten Bundesligaspiel am letzten Spieltag dieser Saison erzielte Weber gegen den SC Fortuna Köln sein einziges Bundesligator. Nachdem er in der folgenden Bundesligaspielzeit mit den Offenbacher Kickers nur auf einen weiteren Einsatz in der Bundesliga gekommen war, wechselte Weber im Sommer 1975 zum SSV Reutlingen 05, der zuvor in die 2. Bundesliga Süd aufgestiegen war. Dort absolvierte er in der Saison 1975/76 neun Spiele für die Reutlinger, die am Ende dieser Spielzeit als Tabellenletzter abstiegen.